# Igreja de São João Batista (Figueiró dos Vinhos)
A Igreja de São João Batista, também referida como Igreja Matriz de Figueiró dos Vinhos, localiza-se na freguesia de Figueiró dos Vinhos e Bairradas, vila e município de Figueiró dos Vinhos, distrito de Leiria, em Portugal.
Situada no centro urbano da Vila, a Igreja Matriz de Figueiró dos Vinhos está desde 1922 classificada Monumento Nacional.
Este templo terá sido construído no fim do século XV, sob igreja anterior, por iniciativa dos frades de Santa Cruz de Coimbra. Pode observar-se no seu conjunto a acumulação de estilos arquitectónicos – Manuelino, Maneirismo, Barroco e Romantismo. A planta do edifício é longitudinal, compondo-se pelos rectângulos das três naves, Capela-mor e corpos laterais. O portal é maneirista, apresentando uma imagem do Orago, S. João Batista, de autoria de Simões de Almeida (Tio), ladeado por janelas de moldura e gradeamento neo-gótico. No interior, as três naves são separadas por oito colunas de granito encimadas por Capitéis Jónicos, e a Capela-mor é coberta por abóbada de berço; o coro-alto assenta num arco rebaixado. Na viragem para o século XX, foram desenvolvidas obras de reconstrução dirigidas pelo arquitecto L. E. Reynaud, tendo sido reconstruída a fachada, a que concedeu um arranjo revivalista que hoje se pode admirar.

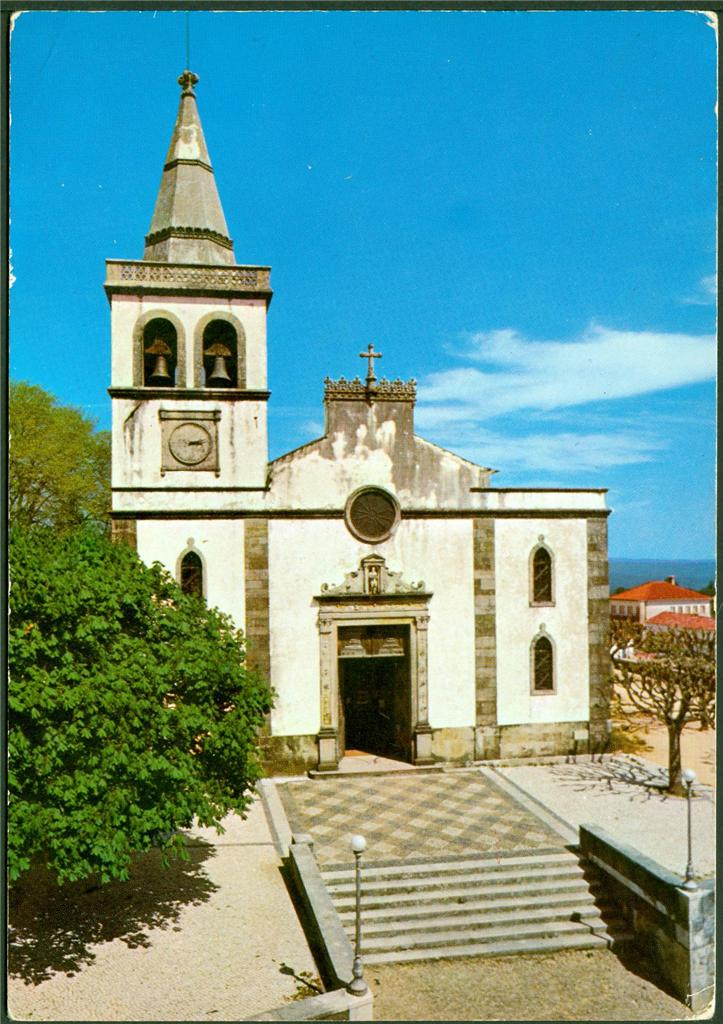
Igreja de São João Batista

O Templo resguarda um valioso património artístico e acervo de arte sacra. Na Capela-mor pode apreciar-se o retábulo em talha dourada estilo D. João V, estando as paredes revestidas de azulejos representando cenas da vida de S. João Batista datados de 1716. No Altar-mor destaca-se pela sua imponência o quadro «O Baptismo de Cristo», de autoria do pintor José Malhoa, datado de 1904. Podem ainda observar-se uma imagem gótica que representa a Santíssima Trindade, a imagem do Senhor Jesus da Agonia esculpida por Simões de Almeida (Tio), o Túmulo em pedra lavrada, de Ruy Vasques Senhor de Figueiró e de sua esposa D.ª Violante de Sousa, várias pinturas do século XVI, e o quadro de Josefa de Óbidos «S. João da Cruz» e ainda uma Pia Baptismal totalmente cinzelada por canteiros locais.